# Братская могила советских воинов и комсомольцев-подпольщиков (Кривой Рог)

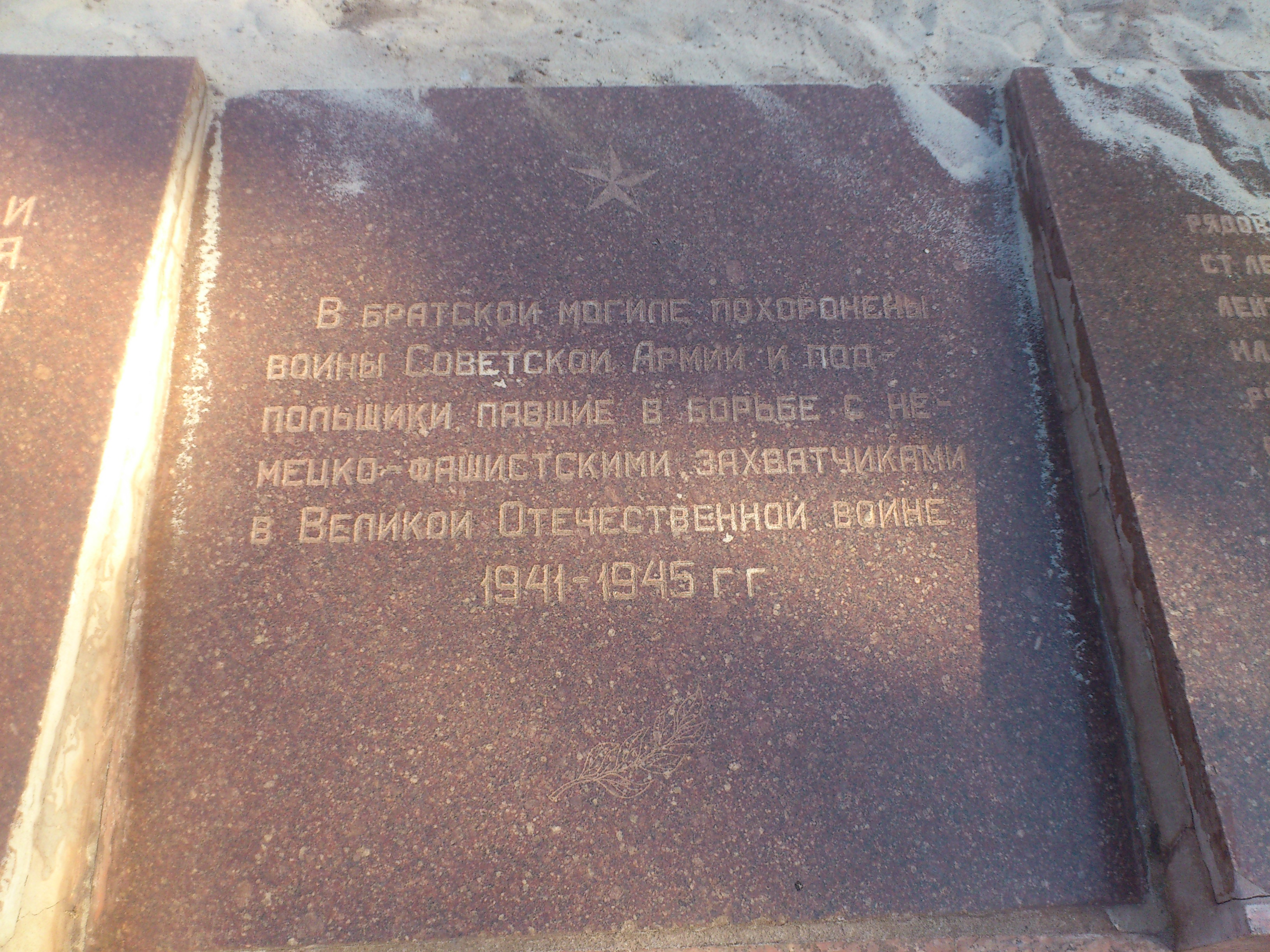

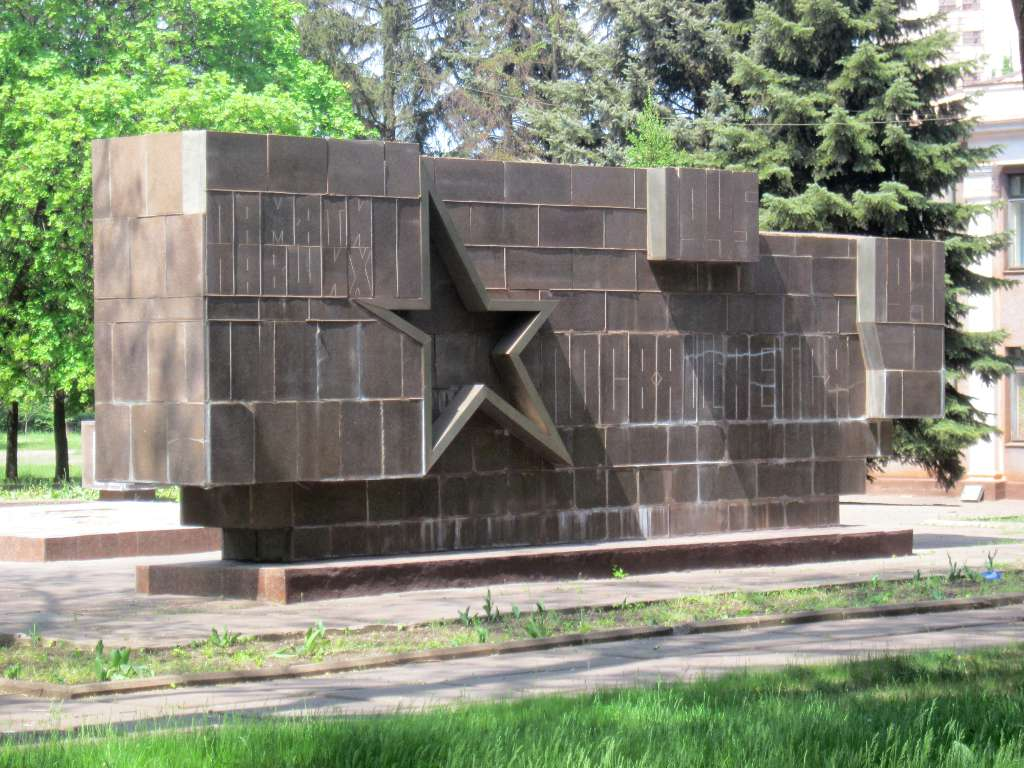

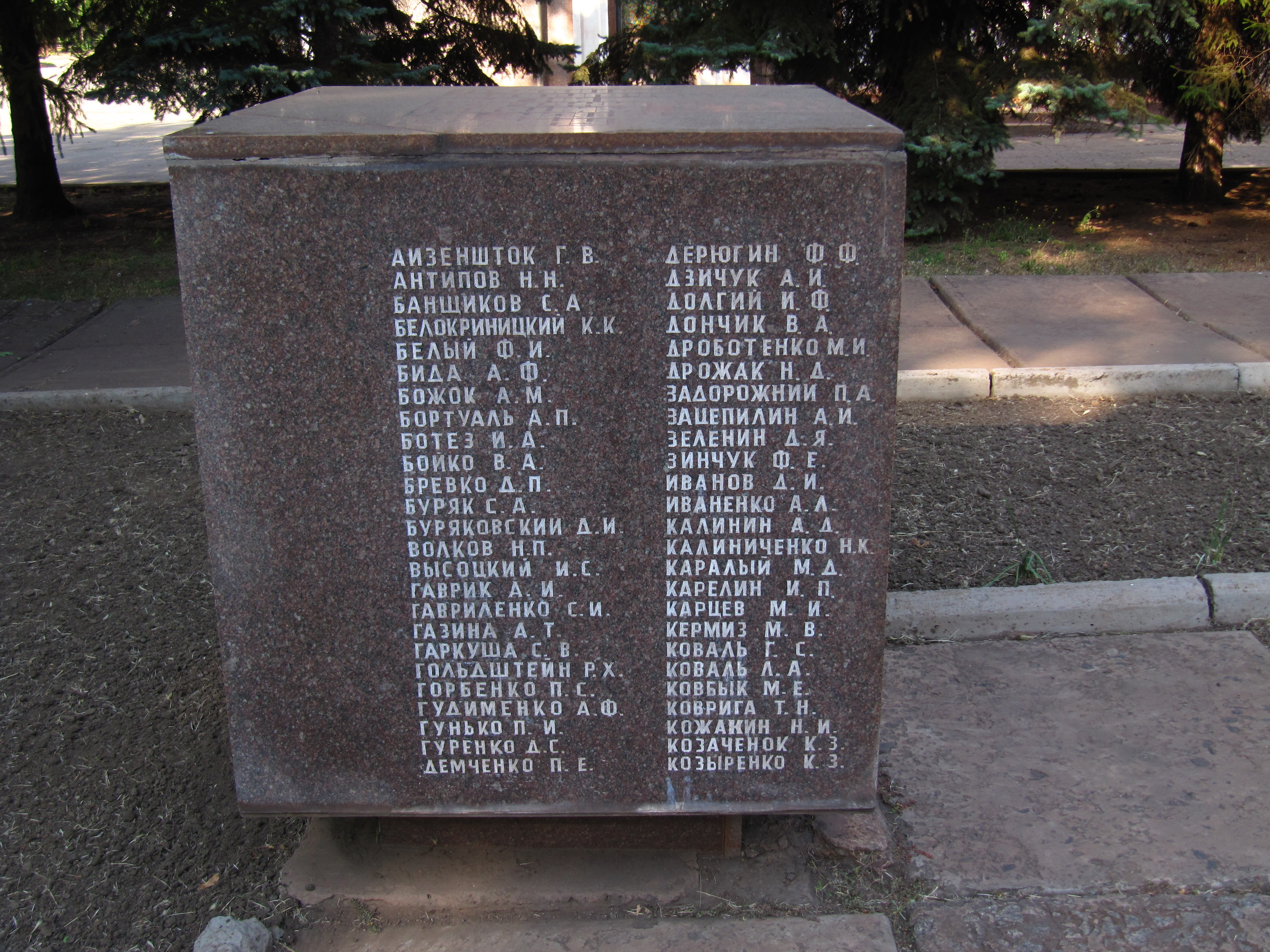

Братская могила советских воинов и комсомольцев-подпольщиков — памятник истории местного значения в Саксаганском районе города Кривой Рог.

## История
С начала оккупации Кривого Рога в августе 1941 года на шахтоуправлении имени Ф. Э. Дзержинского действовала подпольная группа «Дзержинец» под руководством Ивана Демиденко, выпускника школы № 26. Большинство подпольщиков погибли от рук оккупантов в сентябре 1943 года.
В 1946 году на братской могиле советских воинов было установлено первое надгробие в виде обелиска, на котором значились имена 20 погибших.
Через несколько лет после освобождения города тела погибших подпольщиков по просьбе родственников были перезахоронены в парке шахтоуправления имени Ф. Э. Дзержинского рядом с братской могилой освободителей. Похоронены: Демиденко И. М., Завизион Х. Л., Кожакин Г. И., Киселёв В. И., Полтораков И. М., Хороленко П. С.
В 1953 году на братской могиле была установлена железобетонная скульптура «Воин с флагом», производства Одесского художественного комбината. Постамент кирпичный, стела с барельефом — гранит. На памятной плите  увековечены имена 102 известных из 272 погибших воинов и 6 комсомольцев-подпольщиков.
8 августа 1970 года, решением Днепропетровского областного исполкома № 618, памятник был взят на государственный учёт под охранным номером 1674.
В 1981 году, по решению исполкома Криворожского городского совета № 4/541 от 17 декабря 1980 года, произведена реконструкция: установлена бетонная стела с рельефным изображением воина. Идея памятника предложена главным художником города Александром Васякиным и поддержана главным архитектором Барсуковым Виктором Кузьмичём. Автор-исполнитель — криворожский скульптор Суров Виктор Константинович, архитектор — Михайлов Виталий Антонович.

## Хараткеристика
Расположена в Саксаганском районе на проспекте Героев-подпольщиков (бывшем Дзержинского), возле дворца культуры «Саксагань».
Стела бетонная, прямоугольной с выступами формы, размерами 10,45×4,85×1,5 м, со всех сторон облицована полированными гранитными плитками коричневатого цвета. На лицевой стороне — бетонная рельефная фигура воина в форме, плаще-палатке и каске, с автоматом в руках, изображённого в момент атакующего броска. В 4,1 м от стелы находится братская могила с памятными плитами и вечным огнём.
Братская могила в виде участка размерами 5,1×5,1 м; облицована сверху по периметру 16 полированными плитами из гранита светло-коричневатого цвета, размерами 1×1 м. В центре участка расположен вечный огонь 1,5×1,5 м, обложенный восемью полированными гранитными плитками.
Две тумбы-куба из железобетона размерами боковой стороны 1 м, на облицованных полированными гранитными плитками постаментах. Находятся в углах газонов, окружающих площадку напротив братской могилы. На каждой тумбе глубокой чеканкой выбиты фамилии и инициалы рабочих и служащих рудоуправления имени Ф. Э. Дзержинского, погибших на фронтах Великой Отечественной войны.